# Voith
Pour les articles homonymes, voir Voith (homonymie).
 (décembre 2009).
Voith GmbH & Co. KGaA siège est situé à Heidenheim an der Brenz, dans le Bade-Wurtemberg en Allemagne, est une entreprise familiale spécialisée dans la mécanique lourde de précision.
L'entreprise est présente sur cinq secteurs différents : l'énergie, le pétrolier/gazier, les pâtes et papiers, les matières premières et enfin, les transports et l'automobile. Le groupe est actif dans environ 50 pays partout dans le monde et est aujourd'hui l'une des plus grandes entreprises familiales de l'Europe.
Fondé en 1867, Voith emploie près de 40 000 personnes à travers le monde dont 14 434 en Allemagne. Lors de l’année 2013/2014, le groupe a généré un chiffre d'affaires de 5,3 milliards d'euros ainsi qu'un bénéfice net de 41 millions d’euros. Les commandes ont totalisé près de 5 milliards d'euros.
Le 1er octobre 2010, la société holding a changé son nom de Voith AG en Voith GmbH.

## La famille Voith

### Johann Matthäus Voith
En 1825, Johann Matthäus Voith (1803-1874) reprend avec l'aide de cinq ouvriers l'atelier de métallurgie de son père, Johannes, à Heidenheim an der Brenz. Sur le site de l'actuel siège, on traite les commandes de pièces de rechange et de pièces complémentaires pour des usines de papier et des entreprises textiles. Au milieu du XIXe siècle, Voith commence à développer des machines de filage, des machines à tisser la laine ainsi que des machines à imprimer. Dès 1848, il entreprend la production de papier en masse à partir de pâte à papier et collabore dans ce but avec le fabricant de papier Heinrich Voelter (1817-1887), également originaire d'Heidenheim. Johann Voith perfectionne le procédé de fabrication, et invente, en 1859, le raffineur, une machine qui isole les fibres contenues dans le bois, produisant ainsi un papier de bien meilleure qualité. Lorsque son fils Friedrich (1840-1913) reprend l'entreprise en 1867, celle-ci comptait alors 30 employés.

### Friedrich Voith
Friedrich Voith réalise selon ses propres plans une scierie pour l'usine de papier d'Uhingen. Il poursuit les recherches sur le raffineur qui aboutissent au premier dépôt de brevet de l'entreprise Voith en 1869. Les fabriques de papier peuvent alors, grâce à cette machine, créer un papier de bien meilleure qualité tout en réduisant les coûts de matières premières. Cette production industrielle en masse ouvre de nouvelles perspectives de fabrication du papier et est l'origine de la généralisation du papier journal que l'on utilise aujourd'hui.
À cette même période, Friedrich Voith décide de développer l'activité de fabrication des turbines hydrauliques et en 1870, Voith livre sa première turbine suivie par le premier exemplaire de turbine Francis en 1873. La même année, lors de l'Exposition universelle de Vienne, Friedrich Voith reçoit la médaille de l'innovation pour ses travaux. L'usine J.M. Voith ne limite pas son activité à la simple fabrication de composants, puisqu'elle fabrique en 1881 sa première machine à papier intégrale pour l'entreprise Gemmrigheim, Raitelhuber Bezner & Cie.
À la fin du XIXe siècle, le réseau de contacts professionnels de Friedrich Voith s’étend au-delà de l’Europe. Son entreprise, qui couvrait toutes les étapes de la fabrication du papier, devient leader sur ce marché. En 1890, Voith apporte son expertise en tant que conseiller commercial pour le développement industriel auprès du roi de Wurtemberg Charles Ier. En 1892, il emploie 330 salariés, plaçant ainsi l’entreprise parmi les plus importantes du royaume de Wurtemberg. En 1903, Friedrich Voith fonde la première filiale Voith à St. Pölten, en Autriche. À la mort de l’homme d’affaires en 1913, les usines à Heidenheim et St. Pölten emploient environ 3 000 salariés.
Ses trois fils, Walther, Hermann et Hanns, occupent alors divers postes stratégiques au sein de l’entreprise.

### Walter et Hermann Voith
À la mort de Friedrich Voith, Walther (1874-1947), Hermann (1879-1949) et Hanns Voith (1885-1971) dirigent ensemble l’entreprise. Walther Voith se charge de l’entreprise St. Pölten, qui compte 230 employés : cette société obtiendra notamment l'adjudication des turbines des centrales de Partenstein (1924) et de Niederwartha (1927). Hermann Voith est nommé responsable du service commercial de la maison mère d’Heidenheim et Hanns du département technique. Sous leur direction, l’entreprise poursuit ses recherches dans le domaine de la technique de propulsion. En 1929, Voith produit les premiers embrayages et moteurs hydrodynamiques selon le principe de Föttinger.

### Hanns Voith
À la mort de ses deux frères, Hanns Voith reprend seul la direction de l’entreprise. Après la Seconde Guerre mondiale, il la fait prospérer grâce à la collaboration d’Hugo Rupf, le directeur du département commercial. C’est sous sa direction que le développement technique et la production de machines à papier atteignent leur apogée. Hanns Voith transforme l’entreprise en un groupe d’envergure internationale, amené à investir dans des rachats ou des participations. Une étape clé illustrant la croissance de Voith fut la fondation de Voith SARL en 1964 à São Paulo, au Brésil.

### Époque contemporaine
Le groupe est toujours détenu à 100 % par la famille Voith et cela depuis 1960. Cependant, les héritiers n’occupent pas les principaux postes de direction. La famille Voith est l’une des familles les plus riches d’Allemagne. Selon l’étude du journal Wirtschaftsblatt, en janvier 2013, la société occupe la 28e place dans le classement des 500 plus grandes entreprises familiales d’Allemagne.

## Histoire

### Les débuts
En 1825, à Heidenheim, Johann Matthäus Voith reprend l'atelier de métallurgie de son père Johannes qui employait cinq ouvriers. C’est sur le site même de l’actuel siège qu’on exécutait donc les commandes de pièces de rechange et d’ajout des machines dans l’industrie papetière et textile.
À partir du milieu du XIXe siècle, Johann Matthäus Voith conçoit des machines de filage, des machines à tisser la laine ainsi que des machines à imprimer. Dès 1848, il travaille en collaboration avec le fabricant de papier d'Heidenheim Heinrich Voelter (1817–1887). Leur projet commun était de transformer le papier en un produit de masse. Le brevet de fabrication de papier à partir de pâte à papier, racheté par Heinrich Voelter à Friedrich Gottlob Keller en 1846, est repris par Johann Matthäus Voith, qui en améliore le procédé déposé par Keller et inventa, en 1859, le raffineur.

### Fabrication des turbines
Lorsque Johann Matthäus Voith cède l'entreprise à son fils Friedrich en 1867, celle-ci employait 30 personnes. La même année, Friedrich Voith nomme officiellement l'atelier « usine J.M. Voith » dans le registre du commerce et des sociétés allemand : ce fut le début de la célèbre histoire de l'entreprise. En 1869, Voith dépose le brevet pour sa machine d'extraction de fibres de bois. La machine de Voith permet ainsi à l'industrie papetière de produire un papier de bien meilleure qualité tout en réduisant les coûts de la matière première et pose les fondements de la fabrication du papier journal actuel. En 1881, l'entreprise J. M. Voith livre sa première machine à papier complète à l'entreprise Raithelhuber, Bezner u. Cie à Gemmrigheim. L'invention place l'entreprise dans une niche et une vague de commandes accéléra sa croissance. Dans les années 1890, Voith couvre ainsi toutes les phases de fabrication du papier.
On fabriqua en 1879, d'après le modèle de conception de Adolph Pfarr, les premiers régulateurs de turbines Voith de génération d'électricité à partir de l'énergie hydraulique. En 1890, Voith élargit son activité en livrant des turbines Pelton à haute pression. La même année, le roi du Wurtemberg, Charles Ier, nomme Friedrich Voith au poste de conseiller commercial pour le développement industriel. Au moment où l'entreprise fête ses vingt-cinq ans, en 1892, elle emploie 330 personnes et fait partie des plus grandes entreprises du royaume du Wurtemberg.
En 1903, Friedrich Voith fonde la première filiale de Voith à St. Pölten, en Autriche. La même année, Voith obtient le contrat de fabrication pour celles qui sont encore les plus grosses turbines hydrauliques du monde[réf. nécessaire] (12 000 CV) utilisées par la centrale électrique des chutes du Niagara. Ce travail innovant fut une avancée déterminante dans l'histoire de l'exploitation de la force hydraulique.[réf. nécessaire]

### Technique de propulsion
En 1911, Voith fabrique dans son usine autrichienne St. Pölten la rotative la plus rapide et la plus large de son temps. À la mort de Friedrich Voith en 1913, l'entreprise est florissante : dominante sur le marché du papier et de l'énergie, elle compte 3 000 employés. Ses trois fils se partagent alors la direction. Walther se charge de la direction de l'usine de St. Pölten, Hermann du secteur commercial de la maison mère à Heidenheim et Hanns du département technique.
À la fin de la Première Guerre mondiale, les frères décident d'élargir l'activité de l'entreprise en se tournant vers le secteur des techniques de propulsion. En 1922, Voith, s'appuyant sur ses connaissances en mécanique des fluides acquises dans les projets de fabrication de turbines, commence la production de boites de vitesses. Cet essor se fait grâce à l'invention du transfert d'énergie hydrodynamique de Hermann Föttinger. La même année, l'usine de Voith livre la première Turbine Kaplan, du nom de son inventeur Viktor Kaplan. En 1929, Voith fabrique pour l'usine de pompage-turbinage de Herdecke les premiers embrayages hydrodynamiques selon le principe de Föttinger, suivis de la production de nouveaux propulseurs de véhicules ferroviaires et routiers. L'entreprise se forge également une solide réputation dans le secteur de l'industrie grâce à ses projets d'embrayages et propulseurs hydrodynamiques.
Voith commença à développer une nouvelle gamme de produits qui assied sa future réputation dans le monde : le Propulseur Voith Schneider (VSP), un système de propulsion maritime, qui assure non seulement le pilotage, mais améliore particulièrement la manœuvre. Cette invention de l'ingénieur viennois Ernst Schneider a été conçue chez Voith. Le succès du lancement du premier bateau doté d'un propulseur Voith Schneider, Torqueo, pousse Voith, en 1937, à équiper pour la première fois d'un propulseur Voith-Schneider les transports en commun fluviaux des étroits canaux de Venise, en Italie. En 1937, lors de l'exposition universelle de Paris, Voith se voit décerner trois fois le Grand Prix pour ses travaux sur propulseurs Voith Schneider et les turbo engrenages. Un an plus tard, à Paris, deux bateaux-pompes équipés de VSP sont exploités sur la Seine.
À la mort d’Hermann Voith en 1942, Hanns Voith reprend la direction de l'usine de Heidenheim. En avril 1945, les soldats américains occupent Heidenheim et Hanns Voith rend personnellement la ville aux Américains. Six cents des quatre mille employés sont tombés au front ou sont portés disparus.

### Ouverture vers l’international
Hanns Voith et Hugo Rupf redressent l'entreprise à la sortie de la Seconde Guerre mondiale. En 1947, la livraison des turbines Voith en Norvège est la première commande internationale d'après-guerre effectuée depuis le Bade-Wurtemberg. En 1949, les projets importants qui suivirent sont les livraisons de huit Voith-Schneider-Propeller pour United Africa, ainsi que quarante-six engrenages Voith Turbo pour le Brésil et une machine à papier pour les Pays-Bas en 1951. La fabrication de l'engrenage à trois convertisseurs pour différents composants des rames automotrices et l'engrenage Diwabus poussent Voith à la pointe de la technologie.
En 1953, le secteur du développement et du montage des machines à papier connait également un rapide essor par la production de la machine à papier journal la plus rapide d'Europe pour Feldmuehle AG. Avec une vitesse de six cents mètres par minute, celle-ci produit deux cents tonnes de papier journal par jour. À l'occasion de l'Exposition Universelle de Bruxelles en 1958, Voith reçoit une médaille d'or pour les premiers moteurs turbo diesel hydraulique des locomotives du chemin de fer fédéral allemand.
Dans les années 1960, Voith devient un groupe d'envergure internationale. En effet, entre 1962 et 1966, Voith s'implique dans la prise de participation de l'entreprise indienne Utkal Machinery Ltd. et l'entreprise espagnole Talleres de Tolosa. De plus, Voith participe aussi au rachat du fournisseur de machines à papier et d'outillage Dörries et de la fondation des sociétés de distribution en Angleterre et en France.
En 1962, à Vianden, au Luxembourg, l'entreprise participe à la construction de la plus grande centrale hydroélectrique d'accumulation par pompage d'Europe de l'époque en équipant celle-ci de deux turbines à spirales, quatre pompes réservoirs et deux pompes turbines.
En 1966, Voith livre à la Suède la machine à papier journal la plus large du monde. En 1964, la fondation de Voith SARL à São Paulo au Brésil est alors une nouvelle étape clé de ce développement.
L'embrayage Zentrimatic et le ralentisseur R130 Voith pour les bus et les camions furent conçus dans les années 1970. En 1974, Voith fonde une compagnie à Appleton (Wisconsin) et devient le principal actionnaire de Morden Machines à Portland (Oregon). Deux ans plus tard, Voith fonde la première filiale au Japon.
À la mort de Hanns Voith, en 1971, Hugo Rupf devient gérant de l'entreprise et à partir de 1973, il dirige la société en tant que président du conseil de surveillance.
Grâce au rachat d'Appleton Mills en 1983, Voith fait son entrée dans le secteur de la technique d'entoilage. De plus, Voith rachète le leader dans le domaine du commerce hydraulique Allis Chalmers à York, en Pennsylvanie. En l'espace de quelques années, le nombre d'employés aux États-Unis passe d'à peine 200 à 1 300. En 1985, Voith ouvre un centre de production à Hyderabad, en Inde.
Dans les années 1990, Voith poursuit sa croissance en Extrême-Orient en se focalisant sur la Chine. En 1994, l'entreprise équipe de turbines la plus grande station hydroélectrique au monde : Guangzhou II. Deux ans plus tard, à Dagang, Voith conclut avec l'entreprise Gold East Paper un contrat de livraison de la plus grosse machine à papier fin du monde.
De nouveaux centres de production ouvrent leurs portes à Kunshan et Liaoyang en 1996. Sous la direction de Michael Rogowski, qui était président directeur général depuis 1986, la maison mère devient une société de portefeuille avec des responsabilités propres à celles d'une multinationale.
S'ajoutent à cela, l'introduction de la boîte de ralentisseur R115 en 1988 et le rachat de la plus grande entreprise de désencrage à Schongau en 1989.
En 1994, Voith et le groupe suisse Sulzer regroupent leurs pôles techniques de recherche sur le papier. En 1999, Voith reprend les départements techniques de l'entreprise britannique Scapa et devient ainsi l'entreprise leader dans le secteur de la technique d'entoilage.
En 2000 est créée Voith Siemens Hydro Power Generation, une coentreprise réunissant les deux principaux leaders dans la technique des turbines et des générateurs.
Durant la même année, Hermut Kormann prend la tête de l'entreprise à la suite de Michael Rogowski. Sous sa direction, le groupe s'est transformé en une entreprise familiale présente dans le monde entier générant 4 milliards de commandes et employant 34 000 personnes.
En 2001, Voith reprend à Neuss le département Jagenberg Papiertechnik GmbH de la SARL Jagenberg au sein de Voith Paper Holding GmbH & Co, étendant ainsi sa gamme de produits aux machines coupe-tube et aux machines de coupe transversale ainsi qu'aux machines de revêtement papier. Voith reprend également la filiale Fertigungstochter Jagenberg Maschinenbau GmbH & Co. KG ainsi que les filiales Jagenberg Inc. Enfield (Connecticut) aux États-Unis et Basgoitia S.A., Tolosa en Espagne.
Voith s'est particulièrement développé dans le domaine du service de support technique. La prise de participation contrôlée dans DIW AG, entreprise de maintenance industrielle localisée à Stuttgart, a permis de créer la division Voith Industrial Services. Dans les années qui suivirent, ce département s'est développé en s'appuyant sur plusieurs offres publiques comme Imo-Hüther Gruppe, Premier Group et Hörmann Industrietechnik.
En mai 2006, Voith Paper Technology Center - centre de recherche du papier, a été créé à Heidenheim. En Écosse, la filiale Wavegen gère la première centrale exploitant l'énergie des vagues pour alimenter le réseau au courant. Enfin, il a fallu 18 mois pour développer Voith Maxima, la locomotive à moteur Diesel et hydraulique la plus puissante du monde.

### Voith dans le monde aujourd'hui
Voith est désormais présent dans plus de 50 pays à travers le monde.

## Organisation de l’entreprise
Le groupe se divise en quatre départements : Voith Hydro, Voith Industrial Services, Voith Paper et Voith Turbo. L'entreprise dessert plusieurs secteurs tels que l'énergie, le pétrolier/gazier, les pâtes et papiers, les matières premières et enfin le transport et l'automobile.
Hubert Lienhard est le président-directeur général de Voith depuis le 1er avril 2008. Manfred Bischoff est le président du conseil d'administration. Son adjoint est Gerd Schaible, vice-président du comité d'entreprise du groupe.

### Voith Hydro
Voith Hydro, anciennement Voith Siemens Hydro Power Generation, est une coentreprise appartenant à Voith et Siemens. L'entreprise fabrique des équipements complets pour des centrales hydroélectriques de toutes tailles, comprenant notamment des turbines, des générateurs électriques ou bien des équipements électriques et également un service de support.
Les produits de l'entreprise sont utilisés dans de nombreuses centrales hydroélectriques telles que le Niagara (1903), Itaipu (1976) ou le barrage des Trois-Gorges (2003).
- Chiffre d'affaires (2013/2014) : environ 5,31 milliards d'euros[1]
- Nombre d'employés (septembre 2014) : 5 219.

#### Emplacements importants
- Voith Hydro Ltda. São Paulo, Brésil
- Voith Hydro da Amazonia Ltda, Manaus, Brésil
- Voith Hydro Shanghai Ltd., Shanghai, Chine
- Voith Hydro Holding GmbH & Co. KG, Heidenheim, Allemagne
- Voith Hydro GmbH & Co. KG, Heidenheim, Allemagne
- Voith Hydro Private Limited, Noida, Inde
- Hydea S.r.l., Milan, Italie
- Voith Fuji Hydro K.K., Kawasaki, Japon
- Voith Hydro Inc, Brossard, Canada
- Voith Hydro AS, Oslo, Norvège
- Voith Hydro GmbH & Co. KG, St Pölten, Autriche
- Kössler GmbH & Co. KG, St Georgen am Steinfelde, Autriche
- Voith Hydro AB, Kristinehamn, Suède
- Voith Hydro S.L., Ibarra, Espagne
- Voith Hydro Inc., York, États-Unis

### Voith Industrial Services
Voith Industrial Services est l'un des principaux fournisseurs de services techniques tels que la maintenance, le nettoyage technique, mais également des services d'ingénierie comme le montage des pièces, ainsi que des services relatifs à la gestion de process et au facility management. Ces services sont offerts aux industries clés comme l'industrie automobile ou l'industrie aérospatiale.
Voith Industrial Services est l'une des premières équipes internationales de spécialistes industriels pour les constructeurs d'automobiles et les fournisseurs de pièces et accessoires dans le monde entier. Voith Industrial Services offre des solutions sur près de 170 sites et ces services sont effectués par les entreprises appartenant au groupe Voith DIW, Premier Group, Hörmann Industrietechnik, ainsi que CeBeNetwork depuis juin 2008.
- Chiffre d'affaires (2013/2014) : environ 1,17 milliard d'euros[1]
- Nombre d'employés (septembre 2014) : 360[1]

### Voith Paper
Voith Paper est un fournisseur de l'industrie papetière internationale et couvre tous les processus de la fabrication du papier. La gamme de produits comprend entre autres les machines à papier journal, les machines à papier sécurisé et les machines à papier spécial (papier de décoration, papier thermique, papier photographique, papier cigarette, papier tissu) ainsi que les machines à papier graphique, papier hygiénique et carton. 
Un tiers de la production mondiale de papier est fabriqué par des équipements Voith.
- Chiffre d'affaires (2013/2014) : environ 1,43 milliard d'euros[1]
- Nombre d'employés (septembre 2014) : 8 419[1]

### Voith Turbo
Voith Turbo est divisé en quatre régions différentes : Mining & Metal, Power Oil & Gas, Rail, Route et Marine. Voith Turbo s'est spécialisé dans les systèmes de propulsion et de freinage mécaniques, hydrodynamiques, électriques et électroniques, exploités sur des installations industrielles ferroviaires ou urbaines. Voith Turbo est leader sur le marché des propulseurs hydrodynamiques. Le ralentisseur Voith, un système de freinage hydrodynamique, est utilisé dans beaucoup de véhicules utilitaires. Des systèmes de propulsion Voith comme le Voith Schneider Propeller sont également exploités dans les transports maritimes.
En 2014, le groupe annonce arrêter la production de locomotives en raison de ventes décevantes.
- Chiffre d'affaires (2013/2014) : environ 1,40 milliard d'euros[1]
- Nombre d'employés (septembre 2014) : 6 275[1]

#### Emplacements importants
- Voith Turbo Power Transmission, Shanghai, Chine
- Voith Turbo Limited, Hong Kong, Chine
- Voith Turbo Private Limited, Hyderabad, Inde
- Voith Turbo à Crailsheim, Allemagne
- Voith Turbo à Heidenheim, Allemagne
- Voith Turbo HighFlex, Essen, Allemagne
- Voith Turbo Lokomotivtechnik, Kiel, Allemagne
- Voith Turbo H+L Hydraulicin, Rutesheim, Allemagne
- Voith Turbo Scharfenberg, Salzgitter, Allemagne
- Voith Turbo BHS Getriebe, Sonthofen, Allemagne
- Voith Turbo Verdichtersysteme, Zschopau, Allemagne
- Voith Turbo Safeset, Hudiksvall, Suède
- Voith Turbo à St. Pölten, Autriche
- Voith Turbo Inc., York, États-Unis

Voith Turbo France est une filiale française de Voith Turbo. Celle-ci a été créée en 1967 et est implantée dans la zone industrielle de Noisy-le-Grand (Marne-la-Vallée) en Seine-Saint-Denis depuis 1975. Elle compte 70 salariés et a un chiffre d'affaires avoisinant les 25 millions d'euros. Il y a 2 500 m2 de locaux dont 900 m2 d'atelier et 500 m2 d'espace de stockage. En 2005, un bureau de liaison à Alger est créé par la filiale française. En 2012, Voith Turbo France procède à l'acquisition de Voith Paper France (six employés) et un an après, la société procède à l'acquisition de Voith Paper FRS (11 employés) et devient l'agent de Voith Hydro.